# Team SoloMid
Team SoloMid (TSM hay ngắn gọn là SoloMid) là một đội thể thao điện tử của Mỹ. Được thành lập vào tháng 9 năm 2009 bởi 2 anh em người gốc Việt chơi Liên Minh Huyền Thoại là Andy "Reginald" Dinh và Daniel "Dan Dinh" Dinh, những người trước đó đã thành lập trang web game cho cộng đồng SoloMid.net. TSM hiện tại đã có các đội game ở các mặt trận Liên Minh Huyền Thoại,  Hearthstone: Heroes of Warcraft, Call of Duty, Super Smash Bros., và  Counter-Strike: Global Offensive (disband).

## Lịch sử

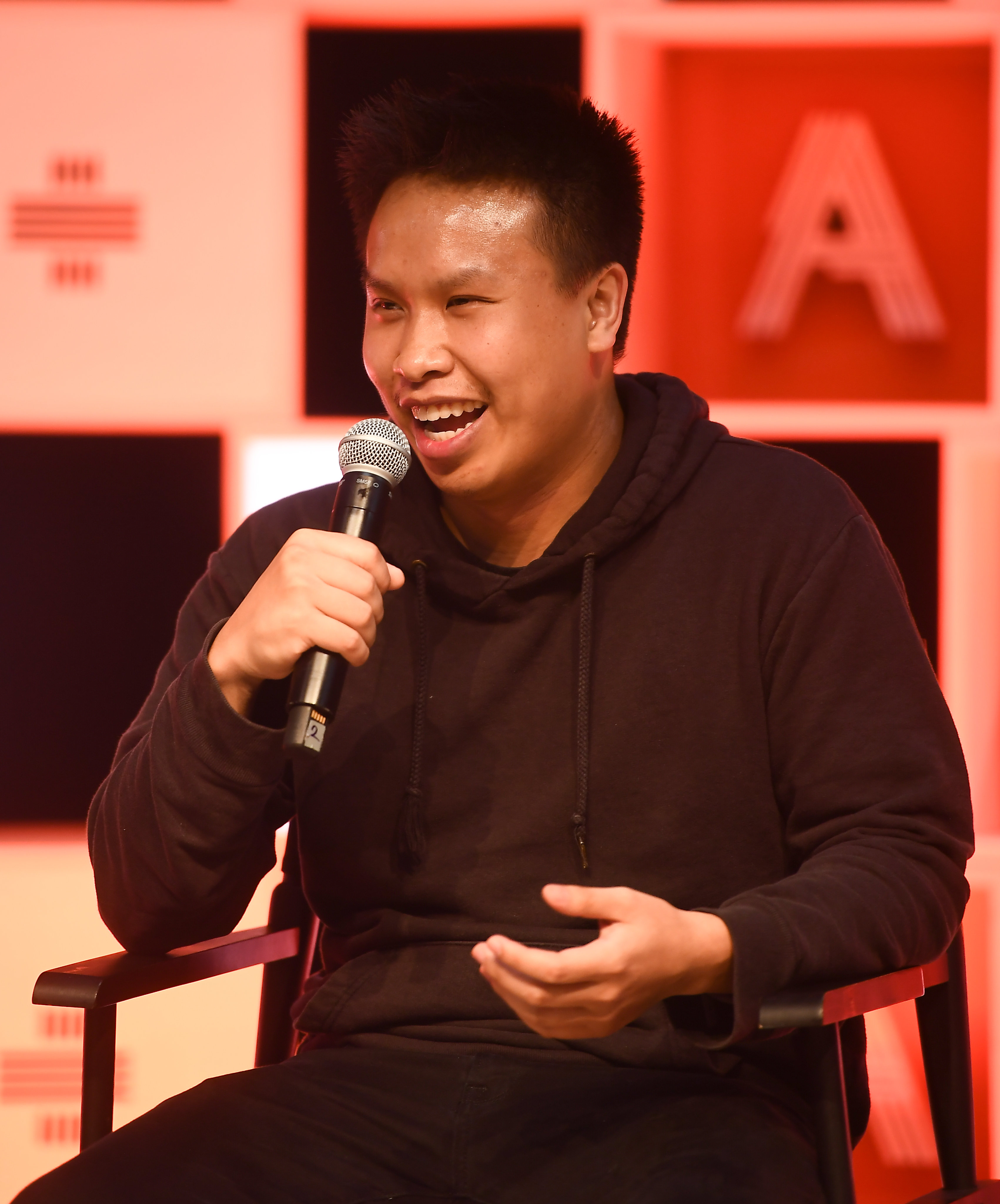
Founder Andy "Reginald" Dinh

Team SoloMid được Reginald thành lập vào tháng 9 năm 2009 với vai trò một trang web cộng đồng Liên Minh Huyền Thoại hướng dẫn làm quen với trò chơi. Năm 2011, tổ chức bắt đầu tuyển chọn một đội tham gia các giải đấu LoL chuyên nghiệp. Đội hình ban đầu bao gồm Reginald, SaintVicious, Chaox, TheOddOne và Locodoco. Reginald nghỉ thi đấu vào cuối năm 2013 để điều hành công việc kinh doanh toàn thời gian.
Ngày 22 tháng 12 năm 2014, một nhóm tin tặc mũ xám được biết đến với cái tên Null Consolidated tuyên bố đã xâm nhập vào máy chủ SoloMid.net. Các tin tặc đã phá hoại trang web cộng đồng bằng cách thay thế nó bằng các hình ảnh khiêu dâm. Họ cũng tuyên bố đã lấy được hàng nghìn dữ liệu tài khoản người dùng, nhưng sẽ không phát hành bất kỳ dữ liệu nào trong số đó.
Ngày 25 tháng 1 năm 2015, TSM đã mua lại đội hìnhCounter-Strike: Global Offensive của Team Dignitas. Tờ Daily Dot đưa tin rằng sau khi ký hợp đồng, các tuyển thủ đã trở thành những người chơi CS: GO được trả lương cao nhất trên thế giới vào thời điểm đó.
Ngày 15 tháng 3 năm 2015, đội Liên Minh Huyền Thoại của TSM đã giành chức vô địch thế giới Intel Extreme Masters đầu tiên tại Katowice, Ba Lan.

## Liên Minh Huyền Thoại

### Đội hình
| Nationality | ID          | Name                 | Position |
| ----------- | ----------- | -------------------- | -------- |
| Hàn Quốc    | Huni        | Heo Seung-hoon       | Top      |
| Trung Quốc  | Spica       | Mingyi Lu            | Jungle   |
| Đức         | PowerOfEvil | Tristan Schrage      | Mid      |
| New Zealand | Lost        | Lawrence Sze Yuy Hui | ADC      |
| Đài Loan    | SwordArt    | Hu Shuo-Chieh        | Support  |

### Cựu thành viên
| Nationality | ID           | Name              | Position |
| ----------- | ------------ | ----------------- | -------- |
| Anh Quốc    | KaSing       | Raymond Tsang     | Support  |
| Hàn Quốc    | Lustboy      | Ham Jang-sik      | Support  |
| Đan Mạch    | Santorin     | Nicolas Larsen    | Jungler  |
| Hoa Kỳ      | Dyrus        | Marcus Hill       | Top      |
| Canada      | WildTurtle   | Jason Tran        | ADC      |
| Canada      | TheOddOne    | Brian Wyllie      | Jungler  |
| Hoa Kỳ      | Gleeb        | Nicholas Haddad   | Support  |
| Hoa Kỳ      | Xpecial      | Alex Chu          | Support  |
| Hoa Kỳ      | Reginald     | Andy Dinh         | Mid      |
| Trung Quốc  | Chaox        | Shan Huang        | ADC      |
| Hoa Kỳ      | The Rain Man | Christian Kahmann | Top      |

## Counter-Strike: Global Offensive

### Đội hình
- Kory "SEMPHIS" Friesen[5]
- Pujan "FNS" Mehta
- Timothy "autimatic" Ta
- Daniel "vice" Kim
- Soham "valens" Chowdhury (coach)

### Cựu thành viên
- Peter "dupreeh" Rothmann
- Nicolai "device" Reedtz
- Finn "karrigan" Andersen

## Các game khác

### Playerunknown's BattleGround

#### Roster
- Jake "chocoTaco" Throop
- Austin "SmaK" Haggett
- Colton "Viss" Visser
- Marius "aimPR" Ionita

### Hearthstone
- Octavian "Kripparian" Morosan
- Jeffrey "Trump" Shih

### Smite

#### Former
- Evan "Snoopy" Jones (Hunter/Captain)
- Benjamin "bchm" Chmura (Solo)
- Sinjin "Eonic" Thorpe (Guardian)
- Nicholas "TheBoosh" Lewis (Mid)
- Peter "DaGarz" Gary (Jungle)
- Connor "Jigz" Echols (Coach)

### Super Smash Bros.
- William "Leffen" Hjelte[6]
- Gonzalo "ZeRo" Barrios[7]

### Call of Duty
- Cole "ColeChan" Chansey
- Jonathan "Pacman" Tucker
- Jordan "Proofy" Cannon
- Jamal "Whea7s" Lee

### Other sponsorships
- Brian "TheOddOne" Wyllie (League of Legends, streaming only, former TSM Jungler)[8]
- Marcus "Dyrus" Hill (League of Legends, streaming only, former TSM Top Laner)

## Quản lý
| Nationality          | ID         | Name        | Position        |
| -------------------- | ---------- | ----------- | --------------- |
| Hoa Kỳ.United States | Reginald   | Andy Dinh   | Owner/HeadCoach |
| Hoa Kỳ.United States | Leena      | Leena Xu    | General Manager |
| Hoa Kỳ.United States | Parthenaan | Parth Naidu | Analyst         |

## Danh sách nhà tài trợ
GEICO, Logitech, HTC, iBUYPOWER, HyperX, Twitch.tv và LolClass.